# Aelurillus bosmansi
Aelurillus bosmansi là một loài nhện trong họ Salticidae.
Loài này thuộc chi Aelurillus. Aelurillus bosmansi được Azarkina miêu tả năm 2006.